# NGC 3021

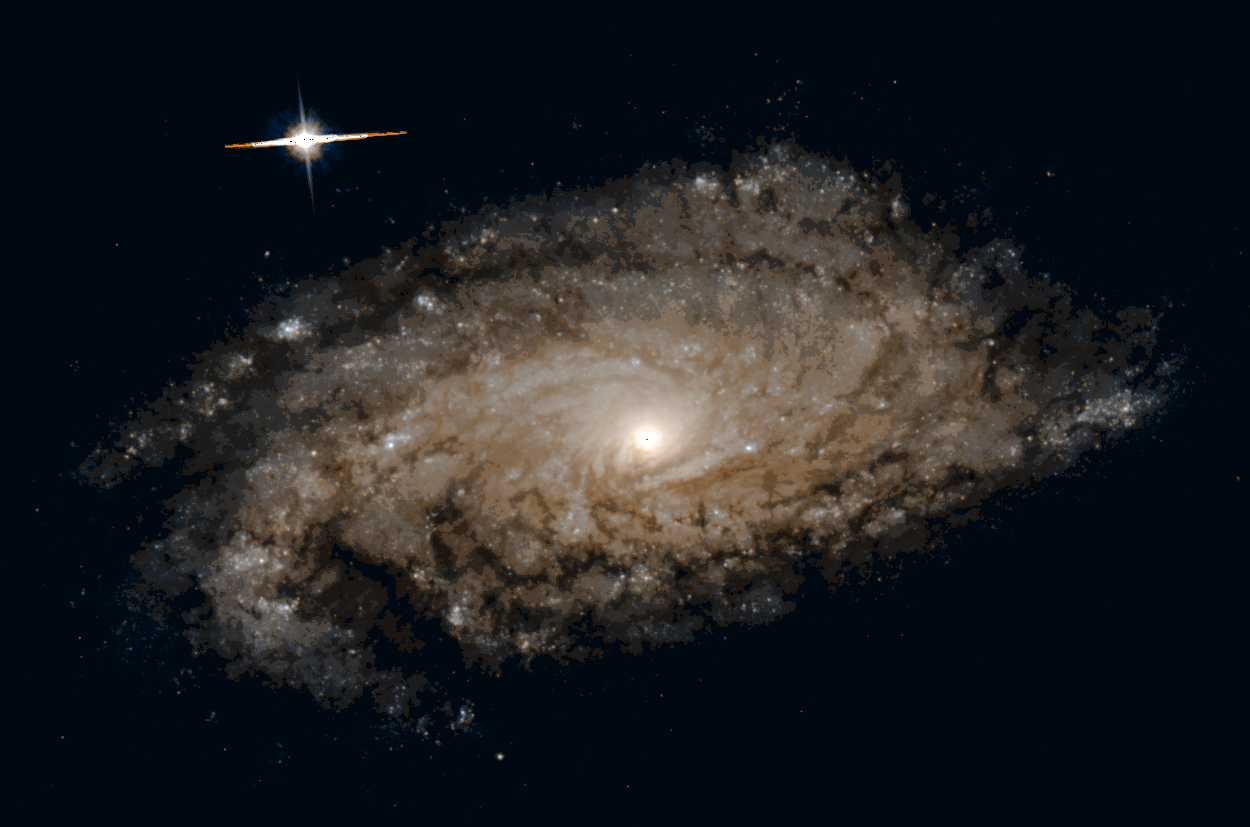
NGC 3021 (Telescopio spaziale Huble)

NGC 3021 è una galassia a spirale barrata (Sbc) visibile nella costellazione del Leone Minore.
Scoperta il 7 dicembre 1785 da William Herschel, al suo interno è stata osservata nel 1995 una supernova di tipo Ia, catalogata come SN 1995al. All'interno della galassia sono inoltre state osservate numerose variabili Cefeidi.